# 星斑鈎腕魷
星斑鈎腕魷（学名：Abralia astrostica）为武裝魷科鈎腕魷屬下的一个种。